# Biens culturels immatériels du Japon
Les biens culturels immatériels du Japon (無形文化財, mukei bunkazai), tels que définis par la loi japonaise pour la protection des biens culturels (1950), sont des éléments du patrimoine culturel du Japon d'une haute valeur historique ou artistique comme le théâtre, la musique et les techniques artisanales. Le terme se réfère exclusivement aux compétences humaines possédées par des individus ou des groupes et qui sont indispensables pour produire les Biens Culturels.
Les articles d'une importance particulière peuvent être désignés « biens culturels immatériels importants » (重要無形文化財, jūyō mukei bunkazai). La reconnaissance est également accordée aux propriétaires d'un bien afin d'encourager sa transmission. Il existe trois types de reconnaissance : reconnaissance individuelle, reconnaissance collective et reconnaissance de groupe. Des subventions spéciales de deux millions de yens par an sont données aux détenteurs individuels (ceux qu'on appelle les Trésors nationaux vivants du Japon (en)) pour aider à protéger leurs propriétés. Le gouvernement verse également une partie des frais encourus soit par le titulaire d'un bien culturel immatériel lors de la formation de son successeur, ou par un groupe reconnu pour les représentations publiques.
Afin de promouvoir la compréhension, et donc la transmission entre les générations des biens culturels, des expositions leur sont consacrées. Le gouvernement par l'intermédiaire du Conseil des arts japonais organise également des ateliers de formation et d'autres activités pour éduquer les futures générations de personnes actives dans les domaines du nô, du bunraku et du kabuki.

## Biens culturels immatériels importants

### Représentations traditionnelles
| Type                   | Nom                                        | Remarque                                                                                                | Année de classement | Image |
| ---------------------- | ------------------------------------------ | --- | ------------------- | ----- |
| Gagaku                 | Gagaku (雅楽),                             | Inscrit sur la liste représentative du patrimoine culturel immatériel de l’humanité de l'UNESCO en 2009 | 1955                |       |
| Noh                    | Kyōgen (狂言)                              | | 1967                |       |
| Noh                    | Shite-kata (能シテ方)                      | | 1955                |       |
| Noh                    | Waki-kata (能ワキ方)                       | | 1994                |       |
| Noh                    | Nōgaku (能楽),                             | Inscrit sur la liste représentative du patrimoine culturel immatériel de l’humanité de l'UNESCO en 2008 | 1957                |       |
| Noh                    | Hayashi-kata: kotsuzumi (能囃子方小鼓)     | | 1998                |       |
| Noh                    | Hayashi-kata: taiko (能囃子方太鼓)         | | 1992                |       |
| Noh                    | Hayashi-kata: ōtsuzumi (能囃子方大鼓)      | | 1998                |       |
| Noh                    | Hayashi-kata: fue (能囃子方笛)             | | 2009                |       |
| Noh                    | Kurokawa nō (黒川能)                       | | 1976                |       |
| Bunraku                | Ningyō jōruri bunraku (人形浄瑠璃文楽),    | Inscrit sur la liste représentative du patrimoine culturel immatériel de l’humanité de l'UNESCO en 2008 | 1955                |       |
| Bunraku                | Shamisen (人形浄瑠璃文楽三味線)            | | 1985                |       |
| Bunraku                | Ningyō (人形浄瑠璃文楽人形)                | | 1977                |       |
| Bunraku                | Tayū (人形浄瑠璃文楽太夫)                  | | 1971                |       |
| Kabuki                 | Kabuki (歌舞伎),                           | Inscrit sur la liste représentative du patrimoine culturel immatériel de l’humanité de l'UNESCO en 2008 | 1965                |       |
| Kabuki                 | Nagauta (歌舞伎音楽長唄)                   | | 1998                |       |
| Kabuki                 | Hayashi (歌舞伎音楽囃子)                   | | 1998                |       |
| Kabuki                 | Onnagata (歌舞伎女方)                      | | 1968                |       |
| Kabuki                 | Tachiyaku (歌舞伎立役)                     | | 1960                |       |
| Kabuki                 | Wakiyaku (歌舞伎脇役)                      | | 1997                |       |
| Kumi odori             | Kumi odori (組踊),                         | Inscrit sur la liste représentative du patrimoine culturel immatériel de l’humanité de l'UNESCO en 2010 | 1972                |       |
| Kumi odori             | Uta - sanshin (組踊音楽歌三線)             | | 2005                |       |
| Kumi odori             | Tachikata (組踊立方)                       | | 2006                |       |
| Musique                | Itchū-bushi (一中節)                       | | 1993                |       |
| Musique                | Itchū-bushi shamisen (一中節三味線)        | | 2001                |       |
| Musique                | Itchū-bushi Joruri (一中節浄瑠璃)          | | 1999                |       |
| Musique                | Ogie-bushi (荻江節)                        | | 1993                |       |
| Musique                | Katō-bushi (河東節)                        | | 1993                |       |
| Musique                | Katō-bushi shamisen (河東節三味線)         | | 2009                |       |
| Musique                | Katō-bushi Joruri (河東節三味線)           | | 1994                |       |
| Musique                | Gidayū-bushi (義太夫節)                    | | 1980                |       |
| Musique                | Gidayū-bushi shamisen (義太夫節三味線)     | | 1998                |       |
| Musique                | Gidayū-bushi Joruri (義太夫節浄瑠璃)       | | 1999                |       |
| Musique                | Miyazono-bushi (宮薗節)                    | | 1993                |       |
| Musique                | Miyazono-bushi Joruri (宮薗節浄瑠璃)       | | 2007                |       |
| Musique                | Shakuhachi (尺八)                          | | 1982                |       |
| Musique                | Tokiwazu-bushi (常磐津節)                  | | 2007                |       |
| Musique                | Tokiwazu-bushi shamisen (常磐津節三味線)   | | 1992                |       |
| Musique                | Tokiwazu-bushi jōruri (常磐津節浄瑠璃)     | | 1995                |       |
| Musique                | Shinnai-bushi shamisen (新内節三味線)      | | 2001                |       |
| Musique                | Shinnai-bushi Joruri (新内節浄瑠璃)        | | 2001                |       |
| Musique                | Kiyomoto-bushi shamisen (清元節三味線)     | | 2003                |       |
| Musique                | Kiyomoto-bushi Joruri (清元節浄瑠璃)       | | 2003                |       |
| Musique                | Jiuta (地歌)                               | | 2009                |       |
| Musique                | Nagauta (長唄唄)                           | | 1974                |       |
| Musique                | Nagauta shamisen (長唄三味線)              | | 1987                |       |
| Musique                | Nagauta narimono (長唄鳴物)                | | 1993                |       |
| Musique                | Musique classique de Ryūkyū (琉球古典音楽) | | 2000                |       |
| Musique                | Sōkyoku (箏曲)                             | | 1993                |       |
| Buyō                   | Kabuki-buyō (歌舞伎舞踊)                   | | 1955                |       |
| Buyō                   | Ryūkyū-buyō (琉球舞踊)                     | | 2009                |       |
| Engei (divertissement) | Classic Rakugo (古典落語)                  | | 1995                |       |
| Engei (divertissement) | Kōdan (講談)                               | | 2002                |       |

### Artisanat
| Medium             | Nom                                                 | Remarque | Région                  | Année de classement | Image |
| ------------------ | --------------------------------------------------- | --- | ----------------------- | ------------------- | ----- |
| Céramique          | Bizen-yaki (備前焼),                                | Grès non émaillé cuit à haute température; un des six ancient kilns du Japon; production dans et autour du village d'Imbe à partir du XIIe siècle | Préfecture d'Okayama    | 2004                |       |
| Céramique          | Hagi-yaki (萩焼),                                   | Vitrage sur cendre; l'argile des bols de thé change de couleur avec le temps, phénomène appelé les « sept changements du Hagi » (萩の七化け); introduit par des artisans de Corée après la guerre Imjin des années 1590; production à Hagi à partir du début du XVIIe siècle | Préfecture de Yamaguchi | 1983                |       |
| Céramique          | Hakuji (白磁),                                      | Porcelaine blanche sans décoration; influencée par les exemples chinois; la production commence dans la région d'Arita dans la seconde moitié du XVIIe siècle | Préfecture de Saga      | 1995                |       |
| Céramique          | Iro-e jiki (色絵磁器),                              | Porcelaine émaillée avec glaçure; émaux polychromes appliquée à des objets déjà cuits et glacées; introduit de Chine; la production commence dans la région d'Arita dans les années 1640                                                                                     | Préfecture de Saga      | 1986                |       |
| Céramique          | Iro-Nabeshima (色鍋島),                             | Type de glaçure émaillée iro-e, souvent avec du bleu sous glaçure, du domaine du clan Nabeshima; production à partir de la seconde moitié du XVIIe siècle | Préfecture de Saga      | 1976                |       |
| Céramique          | Kakiemon (nigoshide) (柿右衛門 (濁手)),             | Type de glaçure émaillée iro-e; créé par Sakaida Kakiemon dans les années 1640; le nigoshide, le fond blanc contre lequel sont appliqués les émaux, est relancé par Sakaida Kakiemon XII dans les années 1950                                                                | Préfecture de Saga      | 1971                |       |
| Céramique          | Mumyōi-yaki (無名異焼),                             | Le mumyōi est l'argile rouge ferreux de l'île Sado; production à Aikawan préfecture d'Aikawa à partir du début du XIXe siècle | Préfecture de Niigata   | 2003                |       |
| Céramique          | Onta-yaki (小鹿田焼),                               | Engobe épaisse; production à Hita à partir du début du XVIIIe siècle; un des 100 sons naturels du Japon | Préfecture d'Ōita       | 1995                |       |
| Céramique          | Seto-guro (瀬戸黒),                                 | Noir Seto, la couleur est obtenue en enlevant le récipient vitré du four au moment de la plus haute température et en le refroidir rapidement; production dans la province de Mino à partir de la fin du XVIe siècle                                                         | Préfecture de Gifu      |                     |       |
| Céramique          | Seiji (青磁),                                       | La couleur vert pâle du céladon est obtenue à partir d'une glaçure feldspathique et d'une réduction de la cuisson; introduit en provenance du continent |                         | 2007                |       |
| Céramique          | Shino-yaki (志野),                                  | Grès avec une glaçure feldspathique blanche; production dans la province de Mino à partir de la din du XVIe siècle | Préfecture de Gifu      | 1994                |       |
| Céramique          | Tetsuyū-tōki (鉄釉陶器)                             | Grès avec glacis au fer |                         | 2005                |       |
| Céramique          | Yūri-kinsai (釉裏金彩),                             | Une feuille ou un émail d'or est appliqué sur une surface vitrée, qui est ensuite émaillée et cuite à nouveau, améliorant la durabilité de la décoration | Préfecture de Mie       | 2001                |       |
| Textiles           | Ise-katagami (伊勢型紙)                             | Pochoirs en washi (papier) | Préfecture de Mie       | 1993                |       |
| Textiles           | Kijōka-bashōfu (喜如嘉の芭蕉布),                    | Textile en fibre de banane | Préfecture d'Okinawa    | 1974                |       |
| Textiles           | Kumejima-tsumugi (久米島紬)                         | pongee/kasuri | Préfecture d'Okinawa    | 2004                |       |
| Textiles           | Kurume-kasuri (久留米絣)                            | | Préfecture de Fukuoka   | 1957                |       |
| Textiles           | Miyako-jōfu (宮古上布)                              | | Préfecture d'Okinawa    | 1978                |       |
| Textiles           | Tate-nishiki (経錦),                                | Brocart vertical d'origine ancienne, ravivé par Takeshi Kitamura |                         | 2000                |       |
| Textiles           | Yūki-tsumugi (結城紬),                              | Inscrit sur la liste représentative du patrimoine culturel immatériel de l’humanité de l'UNESCO en 2010 | Préfecture d'Ibaraki    | 1956                |       |
| Textiles           | Kenjō Hakata-ku weave (献上博多織)                  | | Préfecture de Fukuoka   | 2003                |       |
| Textiles           | Edo komon (江戸小紋),                               | Fin motif d'Edo; pochoir résistant à la technique de teinture populaire à l'époque d'Edo |                         | 1978                |       |
| Textiles           | Bingata (紅型),                                     | Pochoir ou armure de pâte à résister; au XVIIIe siècle son usage par les gens du dommun est limité | Préfecture d'Okinawa    | 1996                |       |
| Textiles           | Saga-nishiki (佐賀錦),                              | Développement du brocart au début du XIXe siècle, très répandu au début du XXe siècle | Préfecture de Saga      | 1994                |       |
| Textiles           | Broderie (刺繍, Shishū)                             | |                         | 1997                |       |
| Textiles           | Shuri weave (首里の織物)                            | | Préfecture d'Okinawa    | 1998                |       |
| Textiles           | Ojiya-Chijimi - Echigo-jōfu (小千谷縮・越後上布),   | Inscrit sur la liste représentative du patrimoine culturel immatériel de l’humanité de l'UNESCO en 2009 | Préfecture de Niigata   | 1955                |       |
| Textiles           | Seigō Sendai-hira (精好仙台平)                      | | Préfecture de Miyagi    | 2002                |       |
| Textiles           | Tsuzure weave (綴織),                               | Tisser de tapisserie introduit de Chine à l'époque de Nara |                         | 1997                |       |
| Textiles           | Tsumugi weave (紬織),                               | Tissé de bourre de soie filée à la main |                         | 1990                |       |
| Textiles           | Bashōfu (芭蕉布),                                   | Tissu en fibre de Bashō | Préfecture d'Okinawa    | 2000                |       |
| Textiles           | Mokuhanzuri-sarasa (木版摺更紗)                     | |                         | 2008                |       |
| Textiles           | Monsha (紋紗),                                      | Gaze |                         |                     |       |
| Textiles           | Yūzen (友禅),                                       | Colle résistant à la teinture; mise au point vers 1700 par Miyazaki Yūzen |                         | 1955                |       |
| Textiles           | Yūsoku weave (有職織物)                             | |                         | 1999                |       |
| Textiles           | Ra (textiles) (羅),                                 | Une forme d'armure en gaze; des exemples se trouvent dans le Shōsō-in |                         | 1995                |       |
| Laque              | Chinkin (沈金),                                     | Incisée et remplie de feuilles d'or ou de poudre appliquée sur de la laque humide; populaire en Chine à partir de la dynastie Song et plus particulièrement associé aux marchandises de Wajima                                                                               |                         | 1999                |       |
| Laque              | Kinma (蒟醤),                                       | Incisée et remplie de couleurs, introduit à partir du continent, très prisé au cours de l'époque de Muromachi et mis au point autour de Takamatsu à l'époque d'Edo |                         | 1985                |       |
| Laque              | Kyūshitsu (髹漆),                                   | Technique de laquage séquentielle avec quatre phases principales : substrat, amorçage, revêtement intermédiaire et couche de finition |                         | 1974                |       |
| Laque              | Maki-e (蒔絵),                                      | Décoration d'image saupoudrée à l'aide de poudres métalliques ou de pigment; date de l'époque de Heian |                         | 1955                |       |
| Laque              | Raden (螺鈿),                                       | Incrustation de nacre de coquillage, d'haliotis et de nautiles |                         | 1999                |       |
| Laque              | Wajima-nuri (輪島塗),                               | Un mélange de kieselguhr brûlé, de pâte de riz et de laque est utilisé pour les couches de fond, le premier exemple, les portes de Juzo-jinja, date de 1524 | Préfecture d'Ishikawa   | 1977                |       |
| Travail des métaux | Repoussé (彫金, chōkin),                            | Plusieurs techniques de gravure ont été pratiquées depuis les dōtaku de la période Yayoi |                         | 1978                |       |
| Travail des métaux | Fonderie (鋳金, chūkin),                            | Plusieurs techniques de gravure ont été pratiquées depuis les dōtaku de la période Yayoi, dont la cire perdue |                         | 1993                |       |
| Travail des métaux | Dora (gong) (銅鑼)                                  | Gongs |                         | 2002                |       |
| Travail des métaux | Sabre japonais (日本刀, Nihon-tō)                   | |                         | 1955                |       |
| Travail des métaux | Repoussé (鍛金, tankin),                            | |                         | 1995                |       |
| Travail des métaux | Polissage de sabre japonais (刀剣研磨, Tōken-kenma) | |                         |                     |       |
| Travail du bois    | Travail du bambou (竹工芸, ちくこうげい)            | |                         | 1982                |       |
| Travail du bois    | Travail du bois (木工芸, もくこうげい)              | |                         | 1984                |       |
| Poupées            | Ishō-ningyō (衣裳人形),                             | Poupées costumées, habillées dans des vêtements sur mesure fabriqués à partir de tissus teints et tissés |                         | 1986                |       |
| Poupées            | Tōso-ningyō (桐塑人形),                             | De la sciure de paulownia mélangée avec de l'amidon de blé et de la pâte de prune est utilisé pour former un plâtre pour la coulée; une fois sec, il est assez dur pour pouvoir être sculpté                                                                                 |                         | 2002                |       |
| Washi              | Echizen-hōsho (越前奉書),                           | Papier de haute qualité, utilisé pour les commandes officielles depuis l'époque de Muromachi; la fabrication du papier dans la région est connue par le Engishiki | Préfecture de Fukui     | 2000                |       |
| Washi              | Hon-Minogami (本美濃紙),                            | Papier de mûrier de la province de Mino; les documents du Shōsō-in font référence à trois régions de fabrication du papier : les provinces de Chizuken, de Buzen et de Mino                                                                                                  | Préfecture de Gifu      | 1969                |       |
| Washi              | Hosokawa-shi (細川紙)                               | |                         | 1978                |       |
| Washi              | Najio-ganpishi (名塩雁皮紙),                        | Fait à partir d'un plant de ganpi | Préfecture de Hyōgo     | 2002                |       |
| Washi              | Sekishū-banshi (石州半紙),                          | Le papier le plus fort fabriqué au Japon, utilisé pour les shōji, la calligraphie et la conservation-restauration; Inscrit sur la liste représentative du patrimoine culturel immatériel de l’humanité de l'UNESCO en 2009                                                   | Préfecture de Shimane   | 1969                |       |
| Washi              | Tosa-tengujōshi (土佐典具帖紙),                     | Un papier fort développé autour de 1900 par Genta Yoshii | Préfecture de Kōchi     | 2001                |       |

(Complet au 14 février 2012)